# Sorotapte
El sorotapte —del grec σορός, sorós 'urna funerària' i θαπτός thaptós 'enterrat', ço és la llengua i la cultura de gent, potser indoeuropea, que feia els enterraments en urnes— seria una llengua indoeuropea antiga, presumiblement parlada a la part oriental de la península Ibèrica, però no exclusivament, ja que Coromines utilitza el concepte referint-se a altres àrees. El terme va ser encunyat per Joan Coromines per tal de referir-se a la presumpta llengua dels pobles dels camps d'urnes que ocupaven part de la península durant l'edat del bronze. Les proves de l'existència d'aquesta llengua serien de tipus toponímic, que apunten cap a una llengua indoeuropea precèltica, amb traces abundants en el lèxic i la toponímia d'Europa. Però aquests elements del substrat lingüístic no procedeixen d'un sol idioma indoeuropeu i és en debat la definició de l'espectre temporal de la seva implantació a la península.
Coromines va fer servir el concepte, abusivament segons alguns estudiosos, per tal d'explicar alguns termes problemàtics presents a les llengües romàniques de la península Ibèrica. Aquest autor va identificar la llengua amb les tauletes de plom datades cap al segle ii aC, trobades als Banys d'Arles, al Vallespir. Ningú no n'ha sabut desxifrar les inscripcions, que apareixen del Vallespir fins a Portugal. Aquestes inscripcions inclouen, a més a més d'alguns mots llatins, uns altres d'incomprensibles que no són ni llatins ni celtes que Coromines va considerar relacionats amb l'indoeuropeu. Coromines publicà fragments d'aquest llenguatge que s'estava romanitzant, segons creia ell.

## El substrat indoeuropeu precèltic
La definició del sorotapte com a idioma presumiblement vinculat a les immigracions dels urnenfelder o pobles dels "camps d'urnes" és deutora dels treballs de l'arqueòleg i prehistoriador català Pere Bosch Gimpera, el qual, seguint en el marc de les teories "invasionistes", però des d'una àmplia coneixença de les cultures prehistòriques europees, havia publicat treballs com "El Problema Indoeuropeo" (1960), "Paleoetnología de la Península Ibérica: colección de trabajos sobre los Celtas, Iberos, Vascos, Griegos y Fenicios" (1974) o "Prehistoria de Europa: las raíces prehistóricas de las culturas de Europa" (1975). Aquests treballs avui s'haurien de revisar en profunditat, atenent l'estat actual dels coneixements sobre aquests períodes, però el que reporta i documenta Joan Coromines és l'existència d'un substrat lingüístic indoeuropeu molt anterior als celtes històrics i, potser, anterior a la iberització d'una part del territori català. L'adscripció d'aquest substrat, precelta o protocelta, als pobles de la cultura dels camps d'urnes és una simple hipòtesi no documentada, i molt qüestionada, però que no redueix en absolut al valor de la recerca onomàstica i d'història del lèxic de Coromines.
Coromines identifica aquest estadi lingüístic indoeuropeu antic, anterior als celtes clàssics, i n'apunta les coincidències amb altres branques de l'indoeuropeu, però ell mateix és conscient de les dificultats per a definir els trets d'idiomes deixats de parlar en fases molt reculades de la història o que poden ser antecessors de parles posteriors. És per això que el sorotapte que Coromines estudia a través de la toponímia pot haver estat un idioma indoeuropeu precèltic o, simplement, ser una forma primitiva del celta. Per exemple, quan parla de l'etimologia de Canigó escriu "però qui pot vantar-se de marcar fronteres, hic et nunc, entre cèltic, sorotàptic i celtibèric!". En la concepció de Joan Coromines, doncs, el sorotapte és un indoeuropeu antic (així, quan es refereix a la presència cèltica a l'Alt Aragó, territori on ell hi ha destriat un amplíssim substrat eusquèric, escriu: "allà hi hagué un nucli lingüísticament nòrdic: si no cèltic, potser sorotàptic o diríem paleoeuropeu".